# Alfonso Carrillo de Albornoz
Alfonso Carrillo de Albornoz (Carrascosa, cerca de 1384 – Basileia, 14 de março de 1434) foi um pseudocardeal castelhano da Igreja Católica, que foi arcipreste da Basílica de São João de Latrão.

## Biografia
Filho de Gómez Carrillo y de Castañeda, senhor de Ocentejo y Paredes, e de Urraca (Álvarez) de Albornoz, senhora de Portilla, por parte de mãe seu avô Álvar García de Albornoz, o Velho, havia se destacado como embaixador de Afonso XI na França para organizar o casamento do futuro Pedro I com Branca de Bourbon. Por parte de pai, era neto de Pedro Carrillo y Álvarez de Osorio, senhor de Nogales e cavaleiro da Orden de la Banda, defensor de Tarifa e falecido em Aragão pelo homem que viria a ser rei Henrique II, devido às relações que tinha com sua irmã Joana, esposa de Fernán Ruiz de Castro.
Como segundo filho, estava destinado à vida eclesiástica e, graças à influência de sua família, logo acumulou benefícios no reino desde muito jovem, entre outros, quatro arquidiáconos (Moya, Alcaraz, Briviesca e Valpuesta), a abadia de Alfaro e ser cônego em Cuenca.
Foi criado cardeal pelo Papa Bento XIII no Consistório de 22 de setembro de 1408, em Perpignan, recebendo o título de cardeal-diácono de Santo Eustáquio. Nessa ocasião, o Papa lhe concedeu, por um curto período, a administração da igreja de Salamanca em 4 de outubro daquele ano, que trocou em 26 de novembro pela Sé de Osma.
Fiel a Bento XIII, o acompanhou em sua entrada triunfal em Valência e em 25 de junho de 1415 testemunhou seu protesto ao imperador que não lhe havia fornecido os salvo-condutos necessários. Mas o cisma no Ocidente foi motivo de preocupação por causa do escândalo que produziu na cristandade. Os reis de Aragão, Fernando I e, mais tarde, Afonso V, tudo fizeram para impedir Alfonso Carrillo de apoiar Bento XIII, mas ele, irredutível, não se deixou intimidar pela embaixada castelhana que, ao passar por Peñíscola, a caminho de Constança, instava-o a reconsiderar a subtração da obediência. Juntamente com Alfonso Carrillo, outros cardeais – Carlos Jordán de Urriés e Pedro da Fonseca – formaram o reduto fiel daquele que logo foi considerado um antipapa e não hesitou em escrever uma carta a Afonso V para defendê-lo com profundos argumentos teológicos.
Os cardeais se opuseram firmemente ao legado de Castela no Concílio de Constança, embora tenham pedido a Bento XIII que abdicasse e enviasse uma delegação ao concílio, evitando assim o cisma. Com a recusa papal, a situação tornou-se impossível e, para seu pesar, o cardeal teve que ceder, especialmente quando o Concílio de Constança depôs os dois pontífices, elegendo Martinho V em 1417. Os três cardeais, secundados por uma série de bispos e abades catalães-aragoneses, imploraram novamente ao antipapa que renunciasse sem demora e ordenasse que seus pseudocardeais elegessem o papa Martinho V, recentemente escolhido pelos cardeais e pelo concílio e esse apelo tinha ares de ultimato; em caso de rejeição, reservaram-se a liberdade de ação e consequentemente, em 5 de janeiro de 1418, deixaram o antipapa Bento XIII, que os chamou de "filhos degenerados" e que declarou terem incorrido em infâmia, despojando-os de todas as suas honras.
Não demorou muito para que o novo Papa Martinho V o reintegrasse em suas dignidades e benefícios, preenchendo-o com muitos novos cargos e responsabilidades, como no caso do vicariato geral de Bolonha, que entre 1420 e 1422 ocupou o cargo de abade comendador do mosteiro dos Santos Bonifácio e Aleixo em Roma em 1425, arquidiácono de Briviesca e Valpuesta que lhe foram concedidos em 1426 e o encargo de arcipreste da Basílica de São João de Latrão, que lhe foi concedido em 1428.
A partir de 17 de setembro de 1422, foi nomeado administrador apostólico de Sigüenza.
Passou para a ordem dos cardeais-presbíteros e recebeu o titulus de Santos Quatro Coroados, em janeiro de 1423. Investiu quantias significativas de dinheiro na restauração e melhoria do edifício desta basílica romana, na qual ainda está preservada, na parte superior de um dos arcos de entrada, uma inscrição que atesta o patrocínio do cardeal em favor da basílica.
Participante ativo das sessões do Concílio de Pavia-Siena, participou da aprovação dos decretos. Ele também atuou em Basileia e o novo papa Eugênio IV o nomeou como legado em Castela em junho de 1431 com a concessão de um subsídio do clero castelhano para a cruzada que o monarca deveria empreender contra os granadanos, embora pareça que ele não foi além de Avinhão, em cujo palácio pontifício ele se estabeleceu. A razão de sua estadia é explicada pelo fato de que o povo de Avinhão gostava tanto dele que o instaram a intervir em suas relações com os oficiais de Carlos VII. O Papa, então, preferiu que ele não agisse em Castela e resolvesse a disputa, o que fez a contento do Rei e do Pontífice.
No final de 1432, João II nomeou-o seu procurador e presidente da embaixada castelhana no Concílio de Basileia. Enquanto isso, o cardeal liderou com sucesso o governo de Avinhão e do condado de Veneza com o título de vigário da Igreja, que, em 20 de junho de 1432, foi forçado a aceitar.
Morreu em 14 de março de 1434, aos cinquenta anos, na cidade de Basileia, onde se realizava o concílio, e seu funeral foi solenemente celebrado, na presença dos cardeais e bispos do concílio, na abadia cartuxa de Basileia. Mais tarde, seus restos mortais seriam transferidos para a catedral de Sigüenza, onde está localizado seu monumento funerário, ordenado a ser erguido algum tempo depois por seu sobrinho, Alfonso Carrillo de Acuña.

### Conclaves
- Conclave de 1417 - não participou da eleição do Papa Martinho V
- Conclave de 1431 - participou da eleição do Papa Eugênio IV